# Star Trek: The Exhibition

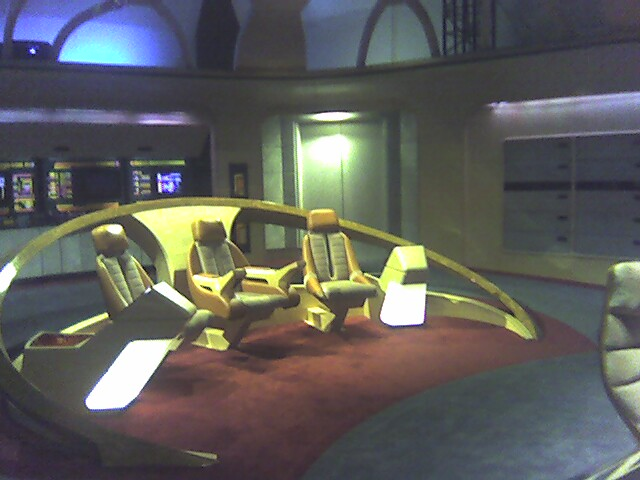
Rèplica del pont de l’USS Enterprise D a Star Trek: The Exhibition.

Star Trek: The Exhibition és una exposició museística itinerant d'objectes i records de Star Trek. L'exposició inclou objectes utilitzats a les pel·lícules i sèries de televisió, com ara accessoris, vestuari, components del decorat i rèpliques a escala real del pont Enterprise. Altres característiques completes de l'exposició inclouen una cronologia completa que mostra els principals esdeveniments de l'univers Star Trek i com totes les diverses sèries i pel·lícules es relacionen cronològicament entre si, així com un simulador de moviment.
Originalment estrenada com una única gran exposició Star Trek: The Tour sota la direcció de SEE Touring, van sorgir complicacions financeres quan l'espectacle es va omplir al Queen Mary de Long Beach i el recinte va conservar les exposicions, fins que Plainfield Asset Management va liquidar la qüestió, adquirint tota l'exposició en termes no revelats.
L'exposició s'ha dividit en dues exposicions més petites que es mostrarien simultàniament en dues ubicacions.  Ambdues mostren una recreació d'un pont. Una versió de l'exposició inclou el pont de Star Trek: La sèrie original i replica el pont Enterprise de Star Trek: La nova generació.

## Localitzacions
- Queen Mary Dome, Long Beach (Califòrnia). Gener – Març de 2008, com a "Star Trek the Tour"[3][4]
- San Diego Air and Space Museum, San Diego, Califòrnia. Juny 2008[2][5]
- Arizona Science Center, Phoenix (Arizona). Novembre 2008 – Maig 2009[6]
- Detroit Science Center, Detroit, Michigan. Febrer – Setembre 2009[5]
- Franklin Institute, Filadèlfia, Pennsilvània. Maig – Setembre 2009[7][8]
- The Tech Museum of Innovation, San Jose (Califòrnia). 2009[9]
- Hollywood & Highland, Los Angeles, Califòrnia. Tardor – 27 de desembre de 2009[10]
- Riverside Metropolitan Museum Showcase facility, Riverside (Califòrnia). 19 de juny de 2010 – 28 de febrer de 2011[11]
- Aerospace Museum of California, North Highlands (Califòrnia). 28 de maig de 2010 – 5 de gener de 2011[12]
- Museu de les Ciències Príncep Felip, València, 22 de juliol de 2010 – 22 de febrer de, 2011[13]
- Louisville Science Center, Louisville (Kentucky). 23 de gener – 22 de maig de 2011[14]
- Filmpark Babelsberg, Potsdam, Alemanya. Maig – Octubre de 2011[15]
- Kennedy Space Center, Merritt Island (Florida). Juny – Octubre de 2011[16][17]
- Saint Louis Science Center, St. Louis, Missouri. Octubre de 2011 – maig de 2012[18][19]
- International Drive, Orlando (Florida). Maig – Agost 2012[20]
- Pacific National Exhibition, Vancouver, Canadà. 18 d'agost – 3 de setembre de 2012[21]
- Pusat Sains Negara, Kuala Lumpur, Malàisia. 13 de desembre de 2012 – 31 de març de 2013[22]
- Gandaria City Mall, Jakarta, Indonèsia. 1 de juny – 13 de juliol de 2014[23]
- Mall of America, Bloomington (Minnesota). 16 de maig de 2014 – estiu de 2015[24]
- Washington State Fair, Puyallup (Washington). 11–27 de setembre de 2015[25]
- THE HUB Performance Center, Xangai, 1 de setembre – 25 d'octubre de 2016[26]
- Golden Mile, Blackpool, 12 de març - 4 de novembre de 2017[27]